# Crucey-Villages
Crucey-Villages ist eine französische Gemeinde mit 467 Einwohnern (Stand: 1. Januar 2022) im Département Eure-et-Loir in der Region Centre-Val de Loire; sie gehört zum Arrondissement Dreux und zum Kanton Saint-Lubin-des-Joncherets.

## Geographie
Crucey-Villages liegt etwa 22 Kilometer westsüdwestlich von Dreux am Flüsschen Gervaine. Umgeben wird Crucey-Villages von den Nachbargemeinden Brezolles und Saint-Lubin-de-Cravant im Norden, Prudemanche im Norden und Nordosten, Laons im Nordosten und Osten, Saint-Ange-et-Torçay im Osten und Südosten, Maillebois im Südosten und Süden, Louvilliers-lès-Perche im Süden, La Saucelle im Südwesten sowie Les Châtelets im Südwesten und Westen.
Durch die Gemeinde führt die frühere Route nationale 839 (heutige D939). Im Süden der Gemeinde liegt die frühere Dreux-Louvilliers Air Base der US Air Force, die heute als Radarstation Nostradamus genutzt wird.

## Geschichte
Durch Gesetz vom 7. Dezember 1972 wurden die Gemeinden Crucey, Mainterne und Vitray-sous-Brézolles zusammengeschlossen.

## Bevölkerungsentwicklung
| Jahr                       | 1962 | 1968 | 1975 | 1982 | 1990 | 1999 | 2006 | 2012 | 2020 |
| Einwohner                  | 378  | 301  | 410  | 377  | 440  | 460  | 505  | 467  | 449  |
| Quellen: Cassini und INSEE |      |      |      |      |      |      |      |      |      |

## Sehenswürdigkeiten
- Kirche Saint-Aignan in Crucey aus dem 17. Jahrhundert, Ausstattung teilweise Monument historique
- Kirche Saint-Laurent in Mainterne
- Kirche Saint-Sulpice in Vitray-sous-Brézolles
- Schloss La Choltière

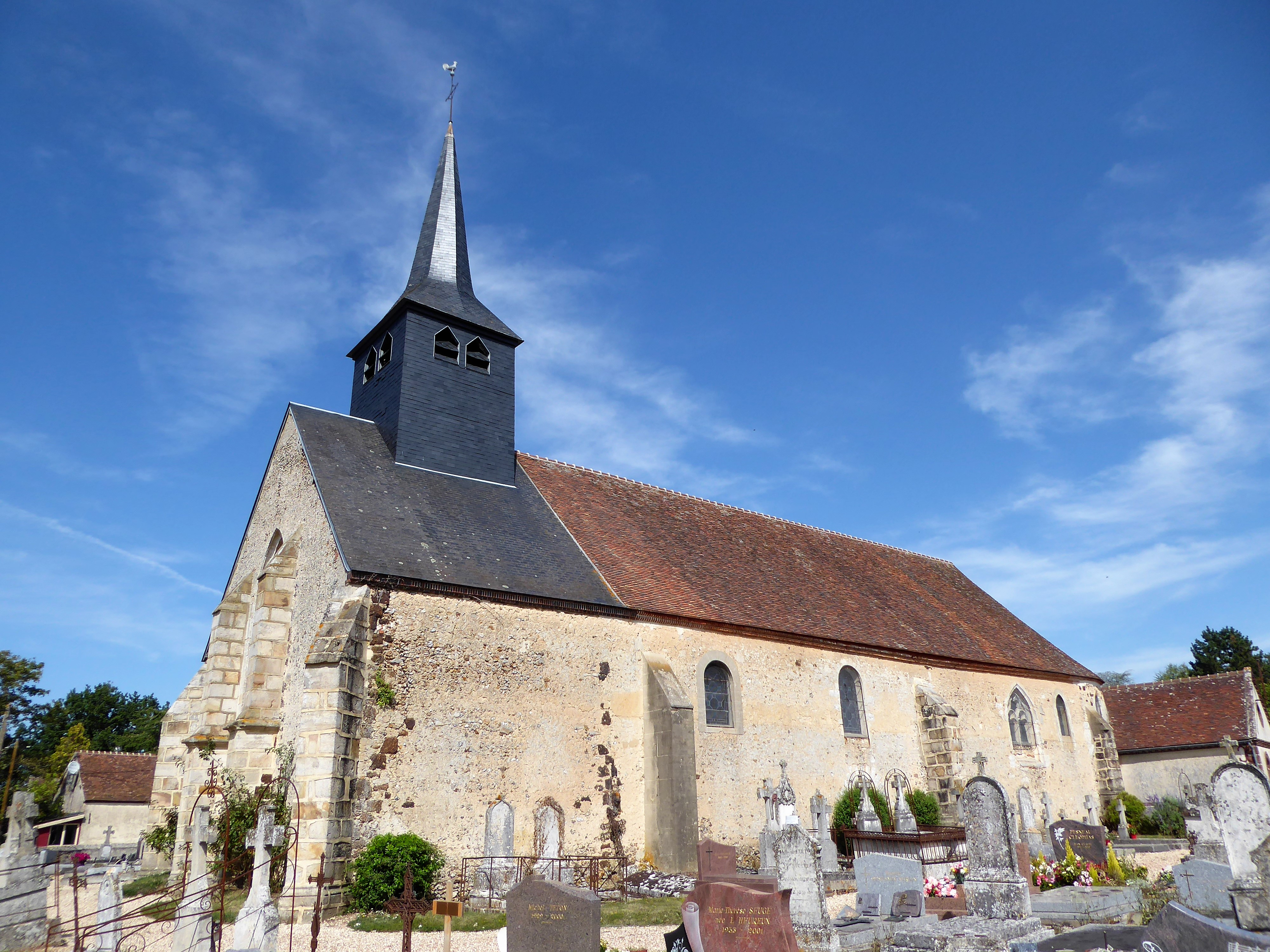
Kirche Saint-Aignan in Crucey
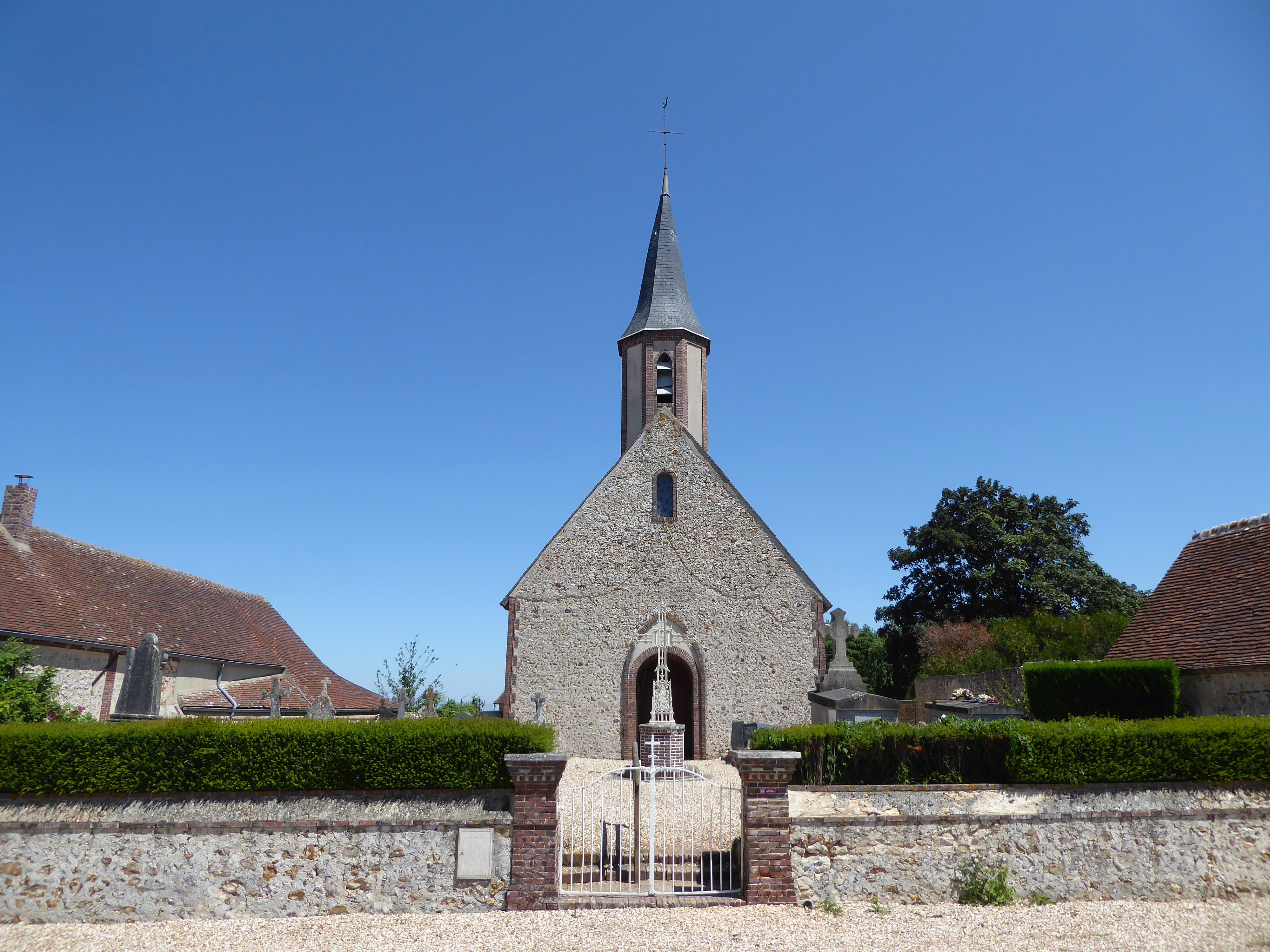
Kirche Saint-Laurent in Mainterne
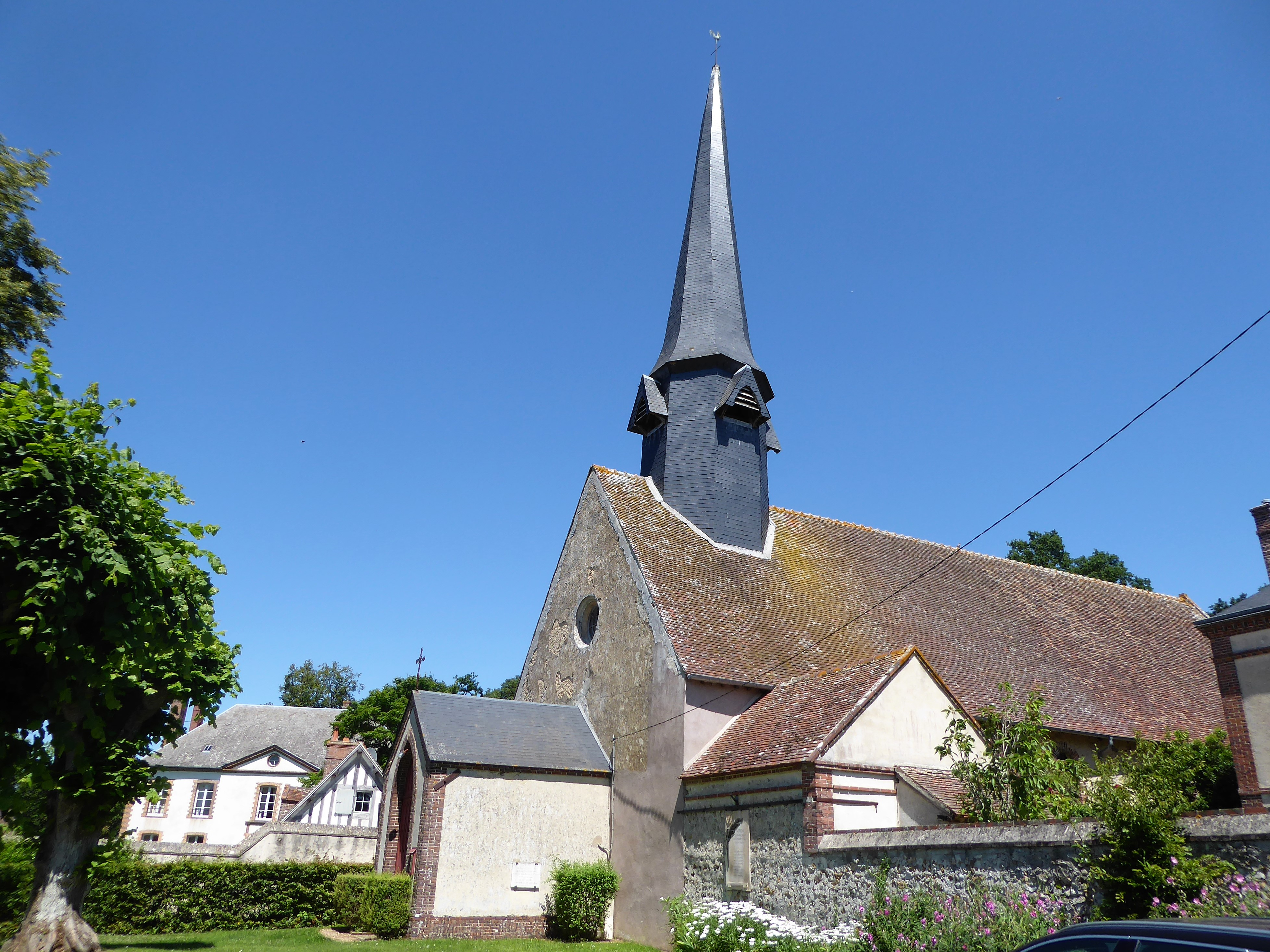
Kirche Saint-Sulpice in Vitray-sous-Brézolles
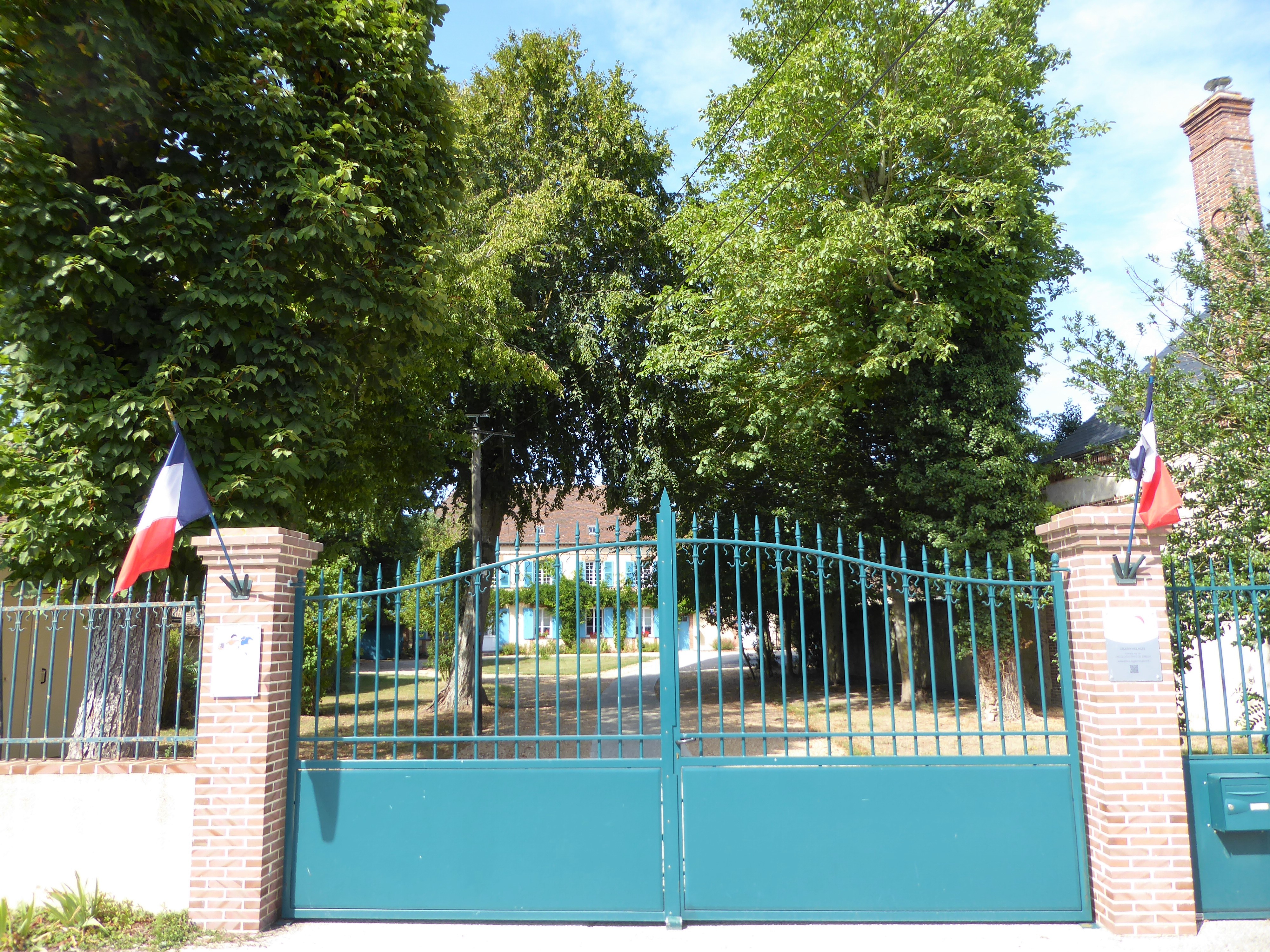
Rathaus
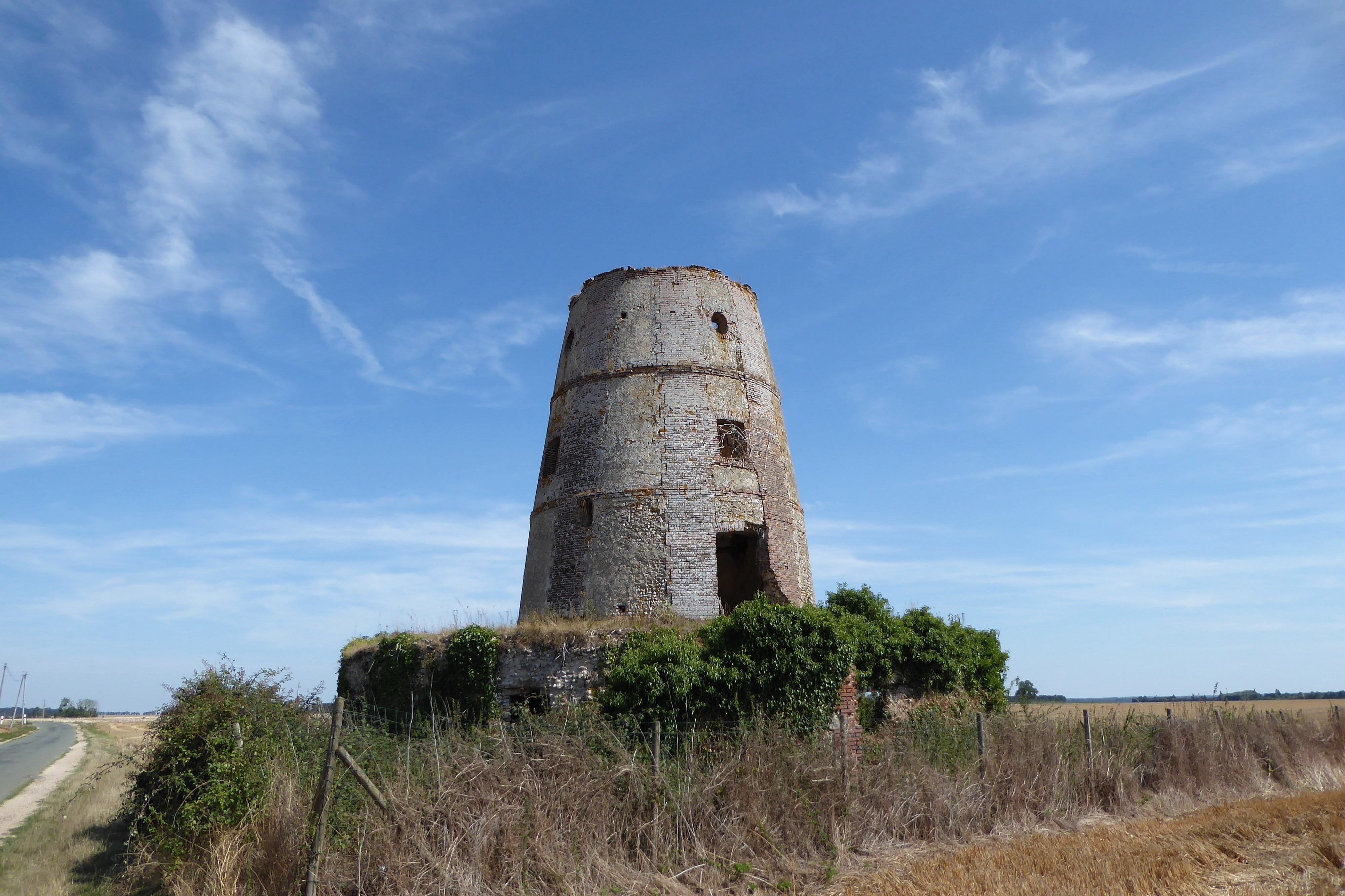
Ehemalige Windmühle